# Acontiola separabilis
Acontiola separabilis is een vlinder van de familie van de uilen (Noctuidae). De wetenschappelijke naam van deze soort is voor het eerst voorgesteld als Ozarba separabilis door Emilio Berio in een publicatie uit 1940.
De soort komt voor in Eritrea, Somalië, Tanzania, Namibië en Zuid-Afrika.